# Národní sportovní komplex Olimpijskyj
Národní sportovní komplex „Olimpijskyj“ (ukrajinsky Національний спортивний комплекс "Олімпійський") je velký sportovní komplex v Kyjevě, postavený v roce 1923, poté přestavěn v letech 1941, 1966, 1978, 1999. V roce 2012 se zde konalo Mistrovství Evropy ve fotbale. V souvislosti s mistrovstvím byl stadion modernizován, mimo jiné zde byla dobudována moderní střecha. Jeho další přestavba se konala v letech 2008–2010, trvala 794 dnů a její rozpočet byl ve výši 4,5 miliardy ukrajinských hřiven (cca 9 miliard Kč).

## Olympijský stadion
Jedná se o stadion, kde v roce 1980 probíhaly některé soutěže v rámci Letních olympijských her 1980 v Moskvě.

## Historie

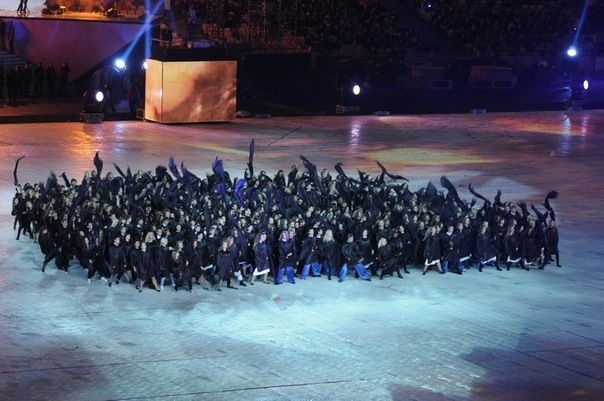
Slavnostní ceremoniál k inauguraci 2011

S jeho výstavbou bylo započato v roce 1936 v místě staršího sportoviště (Rudý stadion z roku 1923). Stadion měl být slavnostně otevřen dne 22. července 1941, nicméně v důsledku válečných události na počátku Velké vlastenecké války už k tomu nikdy nedošlo.
Stadion v minulosti nesl různá pojmenování:
- Chruščovův stadion
- Kyjevský centrální stadion
- Republikánský stadion (Stadion republiky)

## EURO 2012
Národní sportovní komplex Olimpijskyj byl potvrzen jako jeden ze stadionů pro EURO 2012. Odehrály se zde 3 zápasy základní skupiny D, jeden zápas čtvrtfinále a finále turnaje.
| Datum            | Čas (SELČ) | Tým #1                                           | Výsledek            | Tým #2                                     | Kolo        | Reference |
| ---------------- | ---------- | ------------------------------------------------ | ------------------- | ------------------------------------------ | ----------- | --------- |
| 11. června 2012  | 2045       | Ukrajina 55' 62' Ševčenko                        | 2:1                 | Švédsko 52' Ibrahimović                    | Skupina D   | Report    |
| 15. června 2012  | 2045       | Švédsko 49' (vl.) Johnson 59' Mellberg           | 2:3                 | Anglie 23' Carroll 64' Walcott 78' Welbeck | Skupina D   | Report    |
| 19. června 2012  | 2045       | Švédsko 54' Ibrahimović 90+1' Larsson            | 2:0                 | Francie                                    | Skupina D   | Report    |
| 24. června 2012  | 2045       | Anglie                                           | 0:0 prodl. 2:4 pen. | Itálie                                     | Čtvrtfinále | Report    |
| 1. července 2012 | 2045       | Španělsko 14' Silva 41' Alba 83' Torres 88' Mata | 4:0                 | Itálie                                     | Finále      | Report    |